# 奧斯卡·辛德勒
奧斯卡·辛德勒（德語：Oskar Schindler，1908年4月28日—1974年10月9日）是一位德国资本家、间谍和纳粹党党员，于第二次世界大战期间在现今位于波兰和捷克共和国境内的地区开设琺瑯和彈藥工厂，雇佣了许多犹太人作业，并最终成功挽救了近1300名工人免遭德国纳粹的屠杀。1982年的小说《辛德勒的方舟》和1993年的电影《辛德勒的名单》都是以他为主题，反映了他起初作为一个投機主義者为了追求利润而在战争期间雇佣廉价工人开办工厂，但后来却展现出过人的胆识、主动性和坚韧的奉献精神，千方百计挽救犹太人生命的壮举。
辛德勒出生并成长于奥匈帝国摩拉維亞斯維塔維，先后做过多种工作，后于1936年加入納粹德國的軍事情報局阿勃維爾。1938年的蘇台德區問題前，他已经开始为德国政府收集铁路和军队动向的情报，后因涉嫌从事间谍活动被捷克政府逮捕，但之后根据1938年慕尼黑協定的条款予以释放。1939年辛德勒加入了纳粹党，继续为纳粹收集情报，并且在德波戰爭爆发前还在波兰境内工作。1939年，辛德勒在波兰的克拉科夫开设了一間琺瑯厂，最多的时候雇佣了约1750名工人，1944年时这些工人中有约1000名是犹太人。辛德勒通过自己在阿勃維爾的人脉尤其是使用和阿勃維爾局長威廉·卡納里斯的關係（卡納里斯亦是親衛隊國家安全部部長萊因哈德·海德里希的朋友），帮助他保护自己工厂的犹太人免于被送进集中营。
起初辛德勒的行为是受利益驱使，之后他开始不计代价地保护自己的工人。随着时间的推移，辛德勒不得不向纳粹军官送去更大数额的贿赂，还有许多只有通过黑市才能获得的贵重礼物来保护工人的安全。由于1944年7月起德国在战场上节节败退，親衛隊开始关闭最东边的集中营，把存活的囚犯转移到西面的集中营。许多人在奥斯威辛和格罗斯-罗森集中营被杀。辛德勒说服克拉科夫-普拉佐集中营统领、亲卫队上尉阿蒙·格特批准自己将工厂转移到苏台德地区，从而避免工人被送入毒气室处死。1944年10月，格特的秘书米特克·彭佩尔将犹太区警察马塞尔·戈尔德贝格（Marcel Goldberg）警官提供的姓名整理后打印成一份1200名将转移到苏台德地区的犹太人名单。之后辛德勒继续给親衛隊军官送去贿赂避免工人被处死。到1945年5月战争结束时，他的所有积蓄都已经在这些贿赂和为工人购买補给中耗尽。
战争结束后辛德勒回到了德国，并在那里依靠犹太人救援组织的援助金渡日。收到了自己战时开销的部分补偿后，他和太太移民到阿根廷过起了农场經營的生活。1958年破产后辛德勒独自回到德国尝试经营了多个行业，但都没有成功，因而要依靠自己在战争期间拯救的辛德勒犹太人的救济过活。1963年以色列政府授予他国际义人称号。1974年10月9日奥斯卡·辛德勒在西德的希尔德斯海姆逝世。

## 早年生活和事业
奥斯卡·辛德勒于1908年4月28日在奧匈帝國摩拉維亞斯維塔維的一个苏台德德国家庭出生，他的父亲约翰·“汉斯”·辛德勒（Johnann "Hans" Schindler）是一家农机企业的老板，母亲叫弗兰齐斯卡·“凡妮”·辛德勒（Franziska "Fanny" Schindler），母亲的娘家姓是卢泽尔（Luser）。奥斯卡还有一个1915年出生的妹妹埃尔弗里德（Elfriede）。念完小学和初中后，辛德勒进入一所技校学习，但于1924年因伪造成绩被开除。不过之后他还是完成了学业，只是没有参加毕业考试来试图进入大学深造。他来到布爾諾学习机械和汽车驾驶等行业技术，并为自己的父亲工作了3个年头。奥斯卡从少年时代就喜欢摩托车，他买下了一辆竞速摩托车并在之后几年里参加山区的赛车比赛。
1928年3月6日，辛德勒与埃米莉·佩尔兹尔（Emilie Pelzl）结为连理，她是苏台德地区一个富有农民家庭的女儿。两人搬进辛德勒父母的家，在楼上的房间住了7年。婚后不久，辛德勒没有再为父亲干活，而是另找过多份工作，包括在摩拉维亚一个电子工艺厂上班和管理一所驾校等。辛德勒这一期间还进入捷克军队服役了18个月，并在第31集团军第10步兵团晋升为一等兵。退伍后他回到了电子工艺厂，但之后不久自己就破产了。他父亲的农用机械厂也在这一时期倒闭，辛德勒为此失业了一年。1931年他进入布拉格的一家银行工作直至1938年。
1931和1932年，辛德勒曾有数次因在公共场所酗酒而被捕。这一时期他还与在学校里认识的奥雷莉·施莱格尔（Aurelie Schlegel）有了外遇。后者1933年给他生了个女儿艾米莉（Emily），1935年又有了个儿子小奥斯卡（Oskar Jr）。辛德勒之后声称这个男孩不是自己的儿子。1935年，辛德勒酗酒的父亲抛弃了自己的夫人，后者已长期卧病在床，并在几个月后离世。
1935年，身为捷克斯洛伐克公民的辛德勒加入了奉行分裂主义的蘇台德德意志人黨，并于1936年被納粹德國軍事情報局阿勃維爾所吸收，成為一名特工。他被分配到基地位于弗罗茨瓦夫的第2助攻第8突击队。之后接受捷克警察审问时他表示自己这样做是为了钱，当时他也在酗酒，并且还欠了一屁股债。他在阿勃維爾的工作任务包括收集铁路、军事设施、军队调动的情报，并在捷克斯洛伐克境内招募其他间谍，来为纳粹德国计划对该国实施的入侵做准备。1938年7月18日，辛德勒因从事间谍活动被捷克政府逮捕并立即送入监狱，但之后根据慕尼黑協定而作为政治犯获释，蘇台德地區也根据这一协定于10月7日并入德国。11月1日，辛德勒申请加入纳粹党，次年获得了批准。
出狱并经过一段时间休养后，辛德勒在阿勃維爾的职位获得了提升，成为其所在小队的副指挥官，并于1939年1月和妻子一起搬到位于捷克和波兰边境上的俄斯特拉发。希特勒攻占捷克斯洛伐克期间，他继续从事间谍活动。埃米莉也在帮他处理文书工作，把阿勃維爾的机密文件处理好并藏在他们的公寓里。辛德勒还多次以经商为由前往波兰，他和手下25名间谍负责为即将展开的波兰战役搜集波兰军队动向和铁路的情报。其中一些有关铁路运输线和隧道方面的情报对德军的行动至关重要。1939年9月1日，德国国防军第14集团军攻占了一条关键的交通要道，并且保持路况完好无损，欧洲战场上的第二次世界大战全面展开。辛德勒继续为阿勃維爾工作直至1940年秋，他之后被派往土耳其调查派往德国驻该国大使馆的阿勃維爾军官的腐败问题。

## 第二次世界大战

### 艾玛丽娅
1939年10月，辛德勒奉阿勃維爾之命到达克拉科夫，次月在这里买下一间公寓，埃米莉仍然住在俄斯特拉发的公寓，但每星期会至少过来一次克拉科夫。1939年11月，辛德勒请内部装饰师米拉·费佛伯格装饰自己的新公寓，后者的儿子波德克·費佛伯格很快成为辛德勒黑市交易的中间人。他们之后也成为了一辈子的朋友。这个月辛德勒还认识了伊萨克·斯特恩，他是辛德勒在阿勃維爾一位同事约瑟夫·“塞普”·奥厄（Josef "Sepp" Aue）的会计，奥厄接管了斯特恩以前由犹太人开设的一家工厂。德国入侵波兰后，所有波兰犹太人的财产，包括财物、房子、工厂等全部被没收，犹太人的公民权也遭到剥夺。辛德勒给斯特恩看了一家搪瓷厂的资产负债表，表示自己有意收购这家名叫雷科德的工厂，控股的犹太人在这年早些时候申请了破产。斯特恩建议他不要直接经营这家公司，而是以托管的形式接手，并且购买或租下公司的业务，这样可以从纳粹手中获得更多的行事自由，比如雇佣更多的犹太工人。在多位犹太投资商的财政支持下，辛德勒于1939年11月13日签下了一份工厂的非正式租赁协议，后于1940年1月15日正式化。辛德勒将工厂更名为“德国搪瓷制品厂”（Deutsche Emaillewaren-Fabrik，简称），这家工厂很快以其绰号“艾玛丽娅”（Emilia）而为人所知。他起初的工人团队有7名犹太工人——其中包括帮他管理公司的亚伯拉罕·班基尔（Abraham Bankier）——和250名非犹太波兰人。到了1944年的高峰时期，工厂一共雇佣了约1750名工人，其中约1000是犹太人。辛德勒还帮助经营着一家做批发衣服生意的施洛莫·维纳有限公司（Schlomo Wiener Ltd）。
辛德勒在阿勃維爾和德意志國防軍及其下属军备督查中的人脉让他可以获得为军队生产搪瓷炊具的合約。这些人脉之后也在他保护犹太工人免遭驱逐和处死的努力中发挥了重要作用。随着时间的推移，辛德勒不得不向纳粹军官送去更大数额的贿赂，还有许多只有通过黑市才能获得的贵重礼物来保护工人的安全。班基尔是辛德勒在黑市的一个重要联络人，他购买了许多东西存放在工厂中以便辛德勒向纳粹行贿。辛德勒本人享受着奢华的生活，与他的秘书维多莉娅·克洛诺斯卡（Viktoria Klonowska）和搪瓷商夏娃·基施·朔伊尔（Eva Kisch Scheuer）发展婚外情。他的夫人埃米莉于1940年来访并待了几个月，并在1941年搬到克拉科夫与他同住。

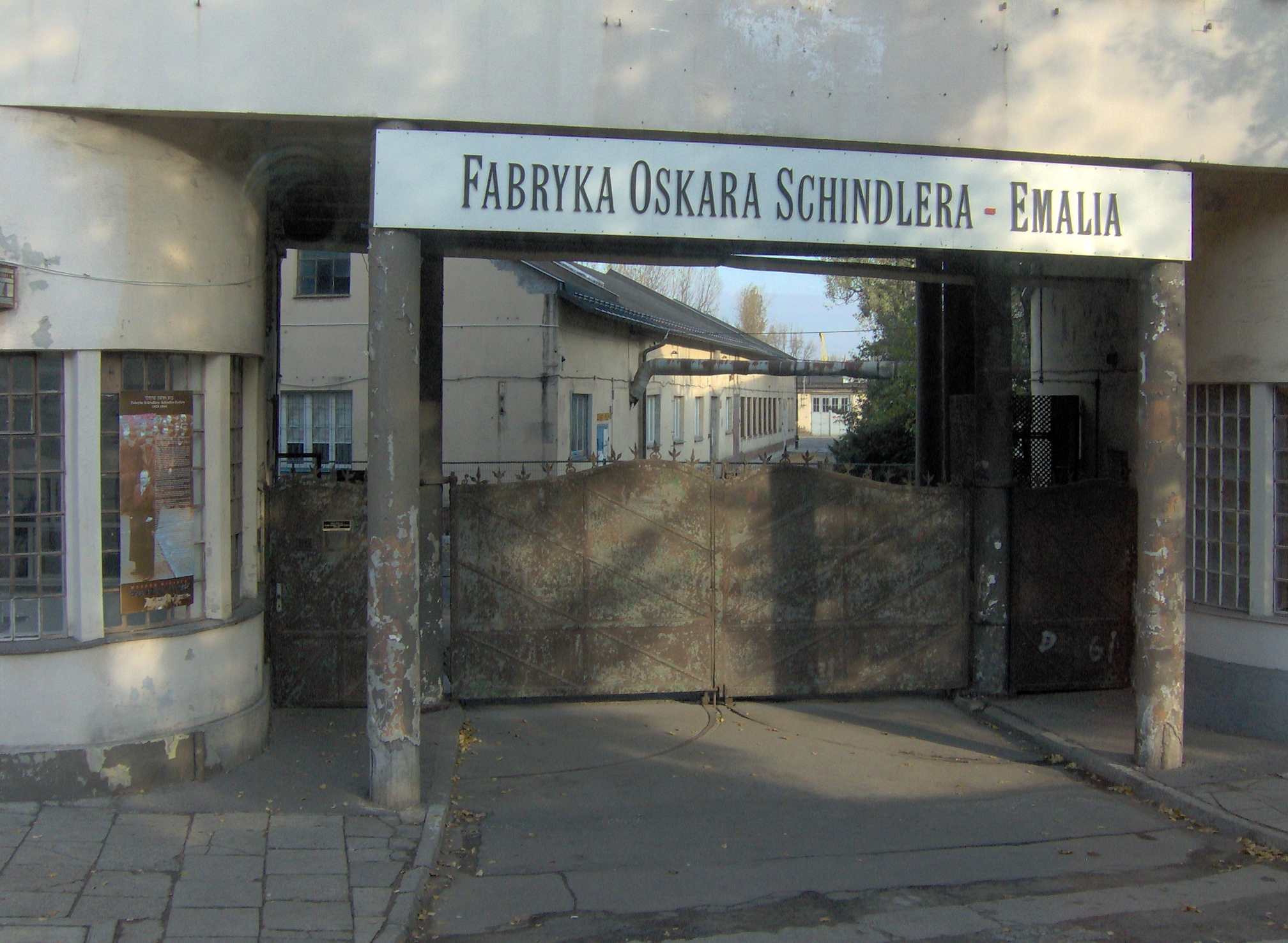
辛德勒位于克拉科夫的工厂（摄于2006年）

辛德勒起初经营这家工厂主要是为了赚钱，雇佣犹太人也是因为自纳粹占领后，这些人的工资水平要大幅低于波兰人。之后他开始不顾成本地为工人提供保护。作为一个对战争有重要作用的军需企业，辛德勒得以更方便地保护他的犹太工人。每当辛德勒的犹太人面对驱逐的威胁时，他就会宣布豁免他们。工人的妻儿子女，甚至残障人士都由他声称为必要的机械或金属工人。其中有一次盖世太保找上门来，命令辛德勒交出一个带有伪造证件的犹太家庭。“他们进来3个小时后，”辛德勒说，“两个喝醉了的盖世太保跌跌撞撞地离开了我的办公室，他们不但没有带走什么犯人，连一开始声称是罪证的文件也没了。”
1940年8月1日，汉斯·弗兰克颁布了一项法令，要求克拉科夫的所有犹太人在两周内离开这座城市。只有那些从事直接和德国战事相关工作的人可以留下来。当时有6至8万人生活在这座城市，到1941年3月仅剩15000人。这些犹太人接下来也被迫离开自己居住的卡齐米日社区，统一搬到在原来的工业区中建立的克拉科夫猶太人區。辛德勒的员工每天从犹太人区步行到工厂上班，之后4年的时间里，辛德勒扩建了工厂，增加了厨房、诊所、食堂、办公室等设施。

### 普拉佐
1941年秋，纳粹开始将犹太人区居住的犹太人转移，其中大部分被送到贝尔赛克灭绝营杀害。1943年3月13日，犹太社區已经清除，那些仍然可以工作的犹太人被送到了位于普拉佐的新納粹集中營。数千名被认为不适合工作的人被送至灭绝营杀害，还有数百人在街头被正在清除犹太人社区的纳粹杀害。辛德勒由于在党卫军中有关系，所以提前得知了这一行动，并安排工人留在厂里过夜以免发生不测。他亲眼目睹了清理犹太人区并深感震惊。据辛德勒犹太人索尔·乌尔巴克所说，辛德勒从那时起“改变了对纳粹的看法，决心尽可能多救出一些犹太人。”
克拉科夫-普拉佐集中营于1943年3月开始运作，这里原本是两个犹太人墓地，距德国搪瓷制品厂约2.5公里，由親衛隊上尉阿蒙·格特统领，此人曾数次在集中营内随机处决犯人。这里的犹太人每天都生活在死亡恐惧之中。艾米莉·辛德勒曾称格特是“我所见过最卑劣的人”。

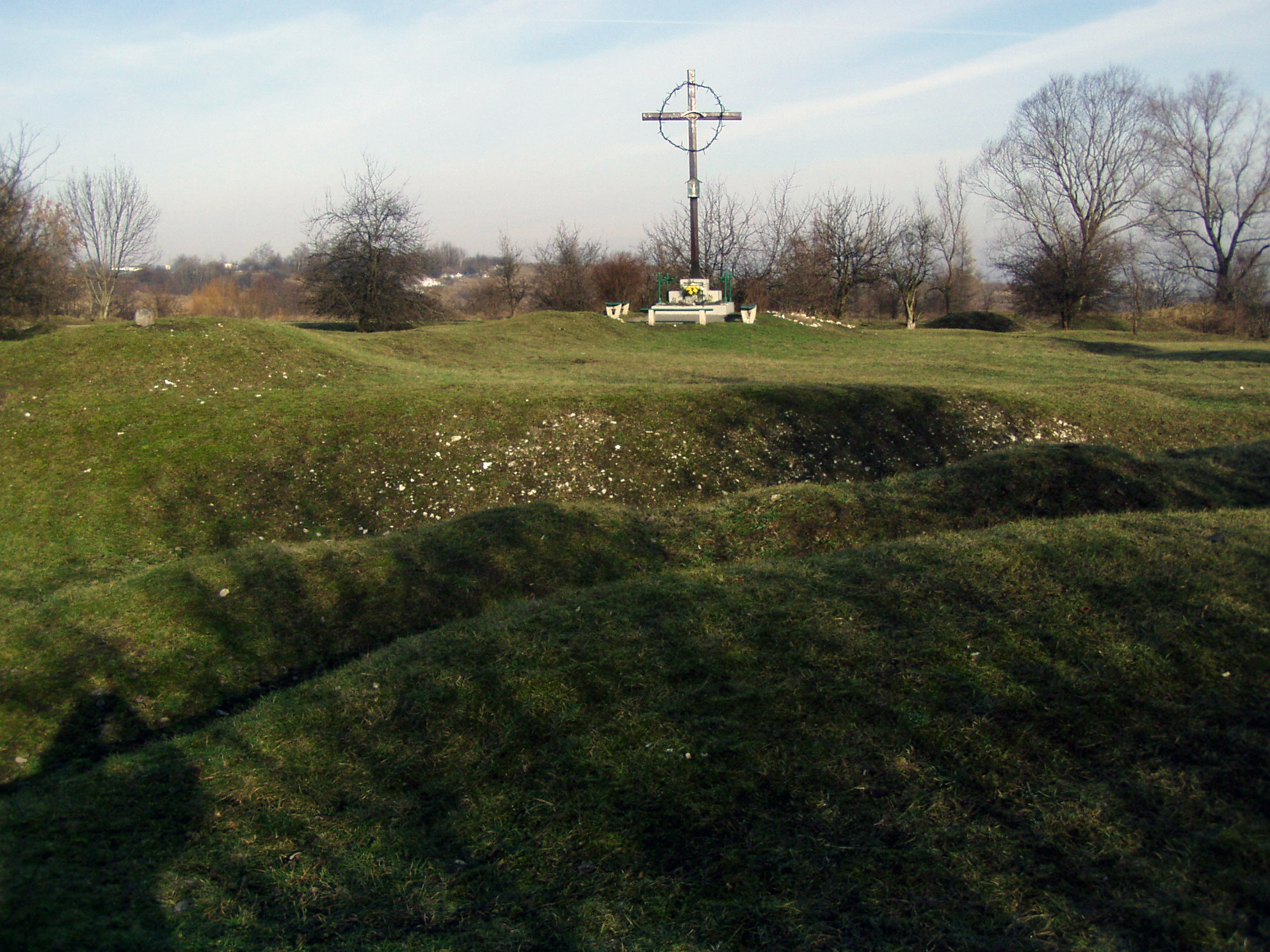
克拉科夫-普拉佐集中营内用于处决犯人的地方（摄于2007年）

格特起初计划把包括辛德勒工厂在内的所有工厂转移到集中营内。不过辛德勒把奉承、贿赂及外交手腕相结合，不但避免了工厂的转移，还说服格特允许他自费在厂内建立一个子集中营，除了容纳工厂内的犹太人外，还可以收容附近工厂的另外450名犹太人。这些人在这里不但可以免受随机处决的威胁，而且还配有食宿，甚至可以进行宗教仪式。
辛德勒曾两次因涉嫌参与黑市交易被捕，还有一次因为亲吻了一个犹太女孩违反《纽伦堡法案》被捕。第一次被捕是在1941年末，他为此在拘留所过夜。他的秘书通过辛德勒在纳粹党中的关系网让他得以获释。1942年4月29日，辛德勒因前一日在工厂进行的自己生日聚会上亲吻了一个犹太女子的脸颊而被捕，这次他在监狱里关了5天。第三次被捕发生在1944年10月，他被指控进行黑市交易，并通过向格特及其他人行贿来改善犹太工人的状况。这回他被关了近一个星期。格特于1944年9月因受贿和滥权被捕，之前辛德勒的被捕正是对格特行为调查活动的一部分。格特从未因这些指控被定罪，但他于1946年9月13日因战争罪行被处以绞刑。
1943年，布达佩斯的犹太复国主义领导人通过犹太抵抗运动成员和辛德勒取得了联系，后者之后数次亲自前往布拉佩斯报告纳粹对犹太人的罪行。他还将以色列犹太人机构提供的资金带回并转交给犹太人地下组织。

### 布林利茨
1944年7月，由于苏联红军的节节逼近，亲卫队开始关闭最东面的集中营，把余下的囚犯向西转移到奥斯威辛和格罗斯-罗森集中营。格特的私人秘书梅特克·庞帕把纳粹关闭所有不是和战争需要直接有关的工厂，包括辛德勒工厂的计划提前预警给辛德勒，并建议将产品从搪瓷制品改为反坦克手榴弹来挽救犹太工人的生命。辛德勒通过贿赂和劝说，最终让格特及远在柏林的官员同意他把工厂和工人转移到苏台德地区一个名叫布林利茨的小乡村，从而免除了工人被送入毒气室处死。庞帕把犹太区警察马赛尔·戈德伯格警官提供的姓名整理后打印了一份1200名将转移到苏台德地区的犹太人名单，其中1000名是辛德勒的工人，另外200名是尤利乌斯·马德里奇的纺织制品厂工人。这些犹太人于1944年10月被送往布林利茨。

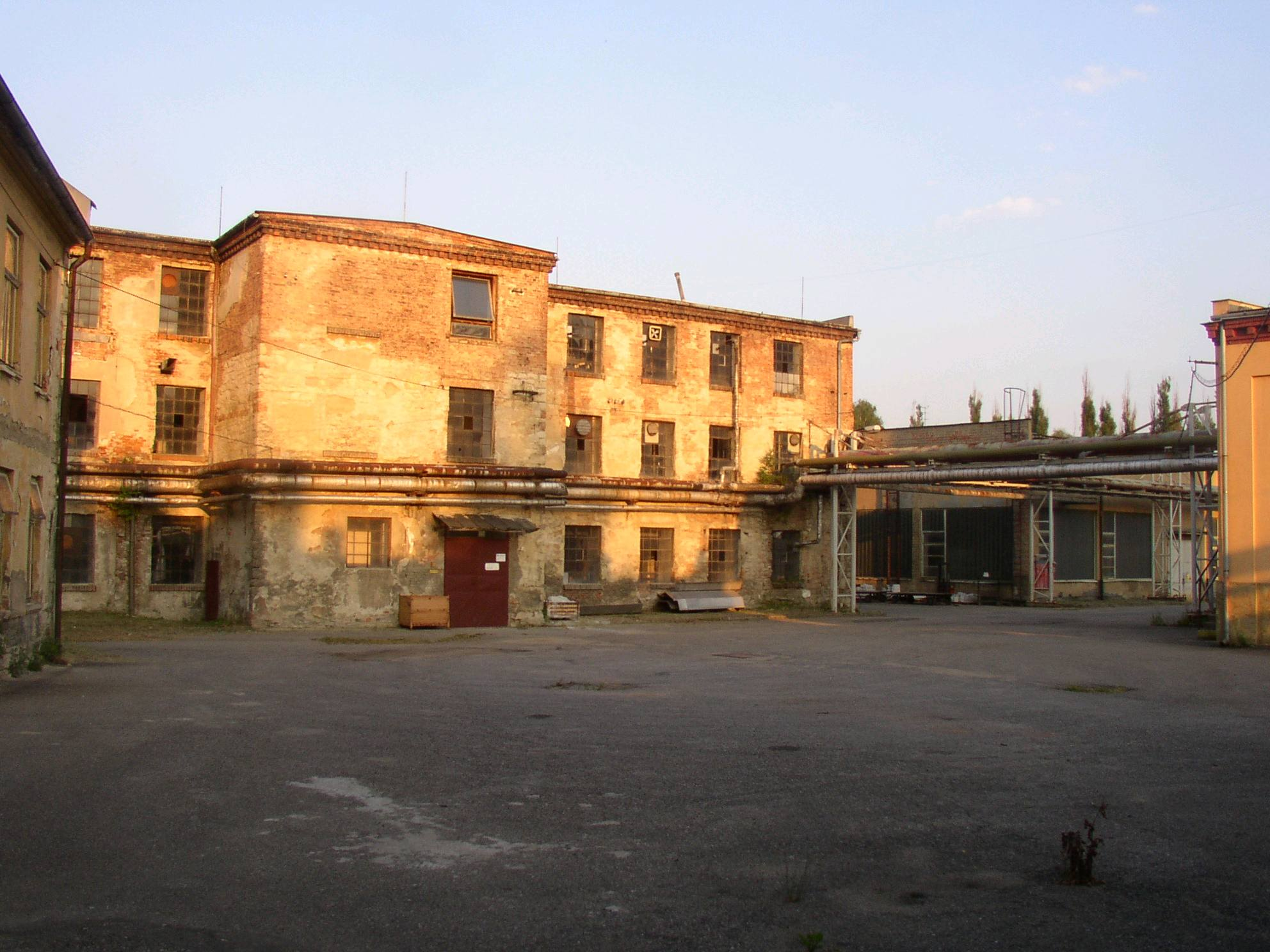
辛德勒位于布林利茨的工厂（摄于2004年）

1944年10月15日，一辆装载有700名辛德勒名单上人员的火车起初被送到了格罗斯-罗森集中营，并在那里待了一个星期后才重新送到布林利茨的工厂。另外300名女性“辛德勒犹太人”起初也被送到奥斯威辛，并且随时可能会被送进毒气室。辛德勒以往的人脉和贿赂这次都不起作用了，他最终派自己的秘书希尔德·阿尔布雷希特（Hilde Albrecht）带上黑市买来的商品、食品和钻石前往奥斯威辛，这些女工人担惊受怕了几个星期后才被送去了布林利茨。
除了工人外，辛德勒还将250车皮的机械和原料运到了新的工厂，但工厂中生产出的可用炮弹很少。每当有军备官员质问工厂产量为何如此之低时，辛德勒就从黑市上买来成品充数卖给军队。親衛隊提供的口粮不足以满足工人的需求，所以辛德勒会花大部分时间在克拉科夫获取粮食、军火及其它材料。他的夫人埃米莉留在布林利茨，暗中设法获得更多的口粮，并照料工人的健康和其他基本需求。辛德勒还安排了奥斯威辛多达3000名犹太女性转移到苏台德地区的小纺织厂，希望可以增加她们生还的希望。
1945年1月，一辆装有250名犹太人的火车到达布林利茨，这些人原本是被送往波兰的一处矿场，但被拒绝接收后来到这里。到达时，车厢已经冻得封死。之后工厂一位工程师用烙铁打开了门，车上12人已经死亡，其他人都已经病重，无法参加工作。埃米莉将幸存者送入工厂，并且在一个临时搭建的医院中照料他们直到战争结束。随着苏联红军的逼近，辛德勒为避免工人被亲卫队所杀而继续向军官行贿。1945年5月7日，他和工人们聚在工厂内，聆听广播中英国首相温斯顿·丘吉尔宣布德国投降的消息。

## 战后

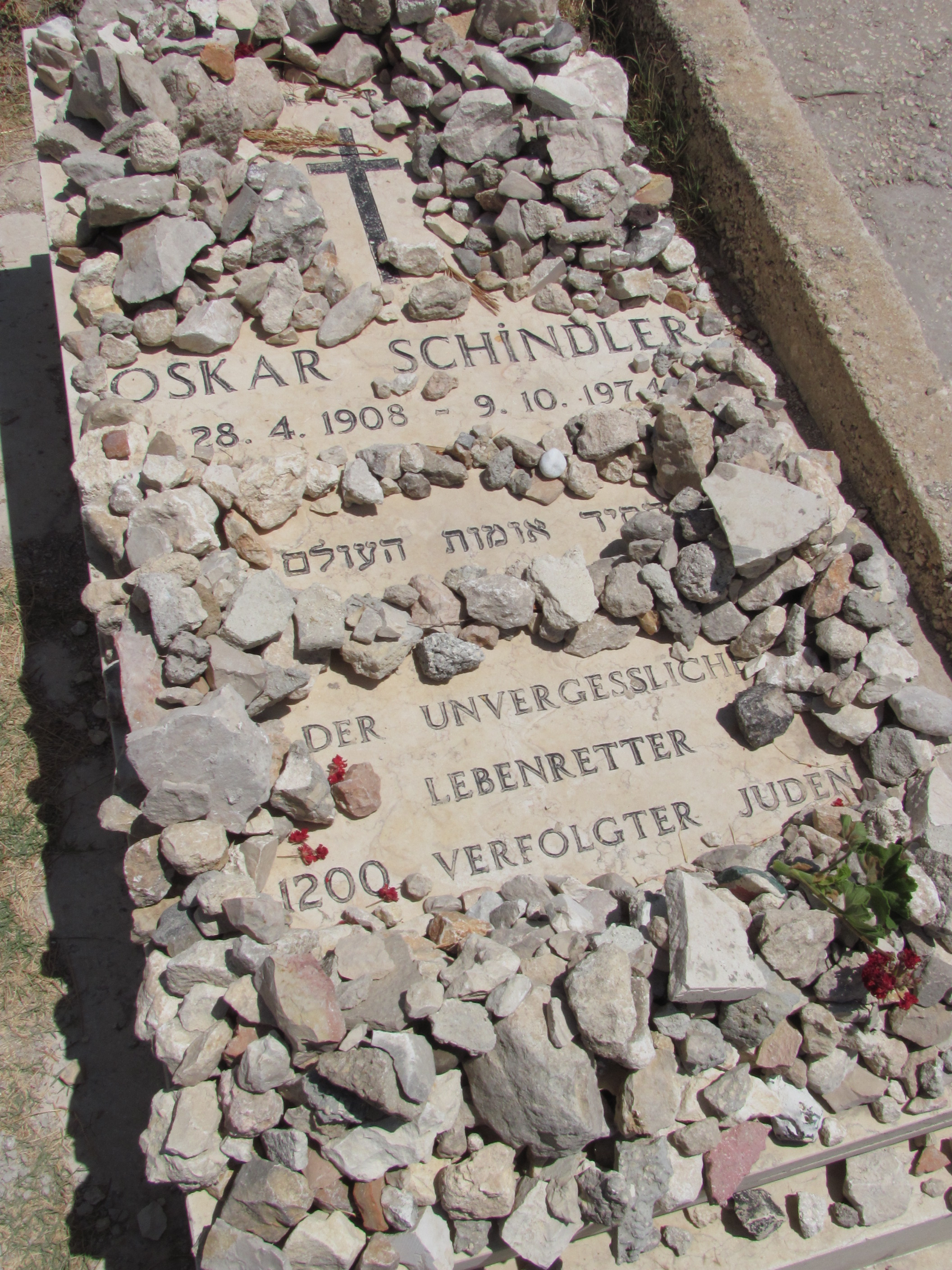
辛德勒位于耶路撒冷的墓。上面的希伯莱语写着“國際義人”，德语写着：“1200名受迫害犹太人无法忘怀的救星”。

由于身为纳粹党和阿勃維爾成员，辛德勒有被以战犯逮捕和处决的危险。班基尔、斯特恩和其他多人准备了一份声明，以便让辛德勒呈交给美国人证实自己曾挽救了一些犹太人的生命。赛门·杰里特（Simon Jeret）还拔掉了自己的金牙，用上面的黄金打造了一枚戒指送给辛德勒，上面刻有（意为“救一人命，如救苍生”）的字样。为了逃避苏联人的抓捕，辛德勒和埃米莉乘坐他们的一辆只有两个座位的霍希轿车向西逃亡，起初还有几名一同逃离的德国士兵坐在车两旁的位置上，后面还跟有一辆卡车，上面有辛德勒的情妇玛尔塔（Marta）、几名犹太工人以及一些黑市商品。到了捷克布杰约维采，霍希轿车被已经占领该地的苏联红军士兵没收。辛德勒起初藏在座位下的一颗钻石也没能取回。他们继续通过乘坐火车和步行前进直至到达美国占领区，然后前往帕绍，一位美国犹太人军官安排他们乘火车前往瑞士。1945年秋，辛德勒夫妇搬到了巴伐利亚生活。
到战争结束时，辛德勒的所有积蓄都已经在贿赂和在黑市为工人购买補给中耗尽。几乎一贫如洗的辛德勒曾短暂迁至雷根斯堡，之后再到达慕尼黑，但一直没能在战后的德国发迹。事实上，他已经需要接受犹太人组织的援助来生活。1948年，他向美国犹太人联合分配委员会提出了一份对他的战时开支加以补偿的请求，之后收到了15000美元。他曾估算自己战时的开销超过105.6万美元，包括营地的建设、贿赂，以及包含食品在内的黑市商品支出。辛德勒于1949年移民阿根廷，他在那里试着养鸡和海狸鼠，后者的皮毛有一定的经济价值。可到了1958年就已经破产。然后他离开妻子返回德国，尝试经营包括水泥厂在内的多个产业，但都没有成功。1963年，他再次宣布破产，并于次年因心脏病发而入院治疗了一个月。辛德勒与战争期间认识的许多犹太人保持着联系，来自世界各地“辛德勒犹太人”的资助让他得以继续生活。1963年，以色列授予辛德勒國際義人称号，以表彰他在第二次世界大战期间挽救犹太人免遭大屠杀的功勋，此外，1966年德国政府还授予他联邦十字勋章。1974年10月9日，奥斯卡·辛德勒逝世，享壽67歲。他的遗体安葬在耶路撒冷的锡安山，是唯一一位得以葬在这里的前纳粹党成员。
作家赫伯特·斯坦豪斯（Herbert Steinhouse）曾于1948年采访过辛德勒，他对辛德勒的事迹作出了这样的评价：“辛德勒的卓越事迹只是源自于基本的礼仪和人性，只不过我们长大后就极少再真诚地相信这些礼仪和人性了。他是一个看到曙光而悔改的机会主义者，并从此背弃了周围的虐待狂和卑鄙的罪犯。”在1983年的一个电视纪录片中，节目引用辛德勒的话表示：“我觉得犹太民族正在遭到毁灭。我对此别无选择，必须帮助他们。”

## 影响

### 电影和书籍
1951年，波尔德克·普费弗贝格联系了导演弗里茨·朗，请他考虑拍摄一部有关辛德勒的电影。同样是在菲弗伯格的倡议下，辛德勒于1964年收到米高梅公司的一笔数额为两万美元的预付款，准备拍摄一部题为《最后一个小时》（To the Last Hour）的电影。这两部电影最终都没有拍摄，辛德勒也很快就花完了米高梅公司付的钱。1960年代，德国的MCA和维也纳的华特迪士尼公司也联系过辛德勒，但仍然没有拍出任何作品。
1980年，澳大利亚作家托馬斯·肯尼利偶然造访了菲弗伯格位于美国加利福尼亚州比佛利山的箱包店，他当时正在从欧洲举行的一个电影节回家的路上。菲弗伯格借此机会告诉了肯尼利关于奥斯卡·辛德勒的事迹，并且给了对方一些文件附本，后者很快决定把这个故事写成小说。经过对幸存“辛德勒犹太人”进行广泛的研究和采访，肯尼利于1982年出版了历史小说《辛德勒的方舟》，在美国发行时的书名则叫《辛德勒的名单》（Schindler's List）。
1983年，斯蒂芬·斯皮尔伯格获得了小说的电影改编版权，但当时他觉得无论从情感还是专业技能上，自己都还不能处理好这个项目，于是他联系了其他多位导演。不过看过斯蒂文·泽里安为马丁·斯科塞斯准备的项目剧本后，斯皮尔伯格决定以《海角驚魂》的拍摄权换取亲自拍摄这部辛德勒传记电影的机会，这就是1993年上映的《辛德勒的名单》。片中由本·金斯利扮演的伊扎克·斯特恩一角是现实中斯特恩、班基尔和庞帕的综合体，扮演辛德勒的連恩·尼遜获得了奥斯卡最佳男主角奖提名，电影最终在第66届奥斯卡金像奖角逐中获得了包括最佳影片、导演、原著改编在内的7项大奖。
1983年的英国电视纪录片《辛德勒：由他拯救的人来讲述他的故事》（Schindler: His Story as Told by the Actual People He Saved）也是与辛德勒相关的作品，该片由强·布莱尔（Jon Blair）制作，1994年在美国发行时片名为《辛德勒：真实的故事》（Schindler: The Real Story）。此外还有一部1998年的特别节目：《奥斯卡·辛德勒：名单后面的男人》（Oskar Schindler: The Man Behind the List）。

### 辛德勒的手提箱

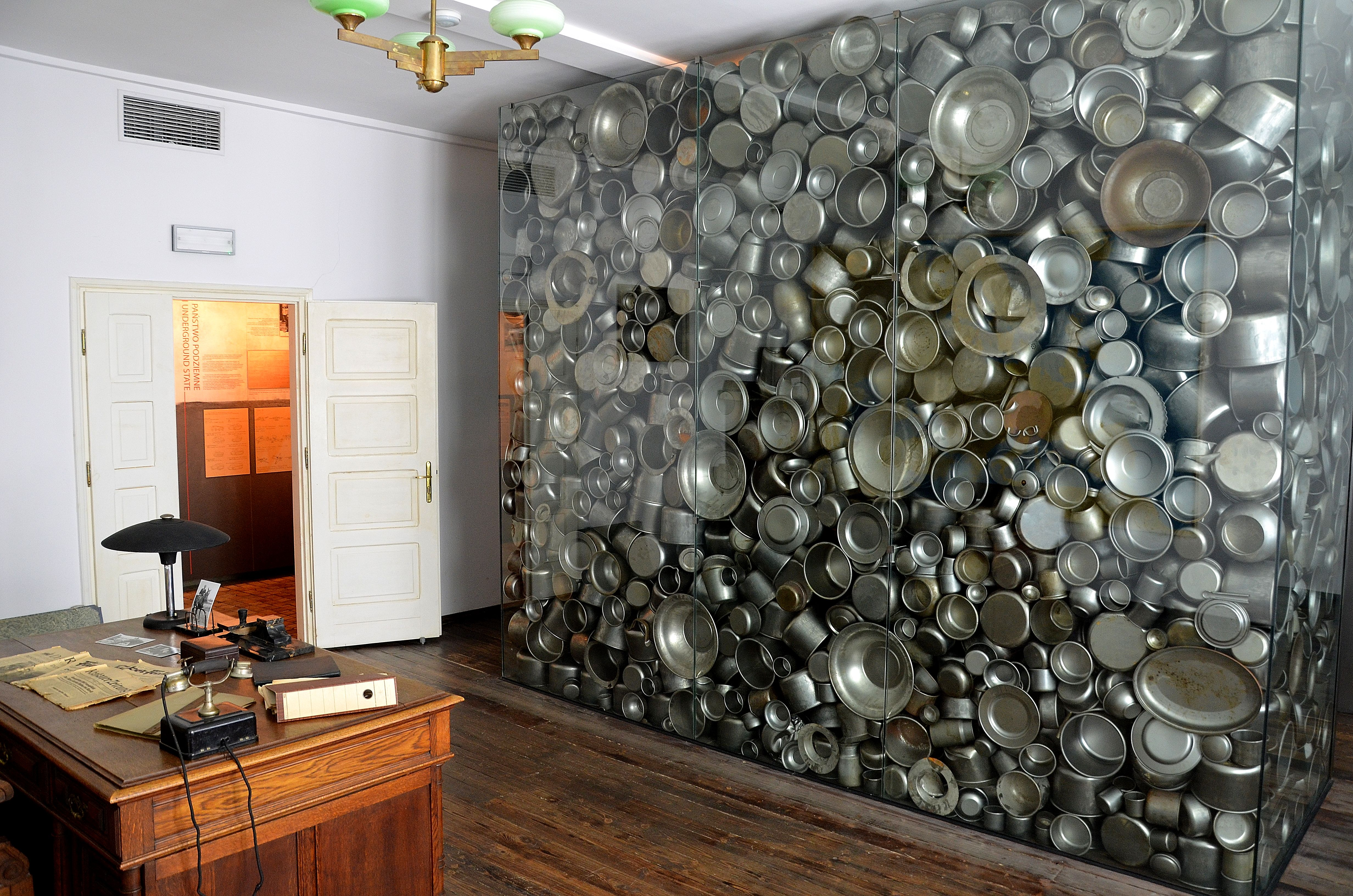
辛德勒在艾玛丽娅使用的办公桌，其中放有一份名单的复制品。

1997年，希尔德斯海姆一户人家从公寓阁楼上找到了一个手提箱，其中装有一些历史文件和照片。辛德勒去世前不久曾在这户人家里待过几天。儿子克里斯于1999年把手提箱带到斯图加特，将其中的文件由《斯图加特报》的科学编辑沃尔夫冈·伯格曼博士（Dr. Wolfgang Borgmann）进行检验。后者写了一系列的文章，共计7篇，先后发表在1999年10月16至26日的报纸上，并最终集结成书：《辛德勒的手提箱：一位拯救者的生命报告》（Schindlers Koffer: Berichte aus dem Leben eines Lebensretters ; eine Dokumentation der Stuttgarter Zeitung）。1999年12月，手提箱和文件被送往以色列猶太大屠殺紀念館加以保管。

### 名单的复制品
2009年4月初，新南威尔士州立图书馆的工人发现了一份写在复写纸上的辛德勒名单的副本，名单和作家托马斯·肯尼利收集的其它材料一起存放在一个盒子里。这份名单一共有13页，纸张已经变黄且易碎，和一些研究笔记、原始新闻剪报放在一起，是1980年菲弗伯格为了说服肯尼利写下辛德勒事迹而送给他的。这个版本的名单上注明的日期为1945年4月18日，上面包含有801个人名，菲弗伯格是其中的第173号工人。这份名单有多个正式版本，因为上面的名字由于战争即将结束时的紧张和忙碌而重新输入过几次。
2013年7月19日起现存的四份名单之一通过eBay进行为期10天的拍卖。

## 类似人物
- 纳粹党党员：威尔姆·欧森菲德、约翰·拉贝
- 国际义人外交官：何鳳山、杉原千畝、拉烏爾·瓦倫貝格
- 尼古拉斯·温顿

## 註释
1. ↑  这家公司的全名叫“瑞科德”小波兰第一搪瓷和锡制品厂Brzoskwinia 2008
2. ↑  辛德勒于1942年6月26日公开买下了这家企业。Crowe 2004，第109頁

### 具体引用
1. ↑  .   [2024-10-29]. （原始内容存档于2022-07-17）.
2. ↑  .   [2024-10-29]. （原始内容存档于2024-05-20）.
3. ↑  奧斯卡·辛德勒 （页面存档备份，存于） - 以色列猶太大屠殺紀念館 （英文）
4. ↑  Crowe 2004，第2–7頁.
5. ↑  Schindler & Rosenberg 1997，第4–6, 26頁.
6. 1 2  Thompson 2002，第13頁.
7. ↑  Crowe 2004，第7–8頁.
8. ↑  Crowe 2004，第8–9頁.
9. ↑  Crowe 2004，第16頁.
10. ↑  Crowe 2004，第17頁.
11. ↑  Crowe 2004，第19頁.
12. ↑  Crowe 2004，第22, 24–25頁.
13. ↑  Crowe 2004，第40–41頁.
14. ↑  Evans 2005，第674頁.
15. ↑  Crowe 2004，第46–47頁.
16. ↑  Crowe 2004，第48, 51頁.
17. ↑  Crowe 2004，第53–54頁.
18. ↑  Crowe 2004，第18, 54, 63頁.
19. ↑  Crowe 2004，第56頁.
20. ↑  Crowe 2004，第69頁.
21. ↑  Crowe 2004，第291–292頁.
22. ↑  Schindler & Rosenberg 1997，第43頁.
23. ↑  Crowe 2004，第87頁.
24. ↑  Crowe 2004，第88–91頁.
25. ↑  Crowe 2004，第100頁.
26. ↑  Longerich 2010，第147頁.
27. ↑  Crowe 2004，第107–108頁.
28. ↑  Crowe 2004，第101頁.
29. ↑  Crowe 2004，第111頁.
30. ↑  Roberts 1996，第39頁.
31. 1 2  Crowe 2004，第102頁.
32. ↑  Crowe 2004，第114頁.
33. ↑  Crowe 2004，第136頁.
34. ↑  Crowe 2004，第120, 136頁.
35. ↑  Crowe 2004，第86頁.
36. ↑  Crowe 2004，第79頁.
37. ↑  Schindler & Rosenberg 1997，第61頁.
38. ↑  Crowe 2004，第104頁.
39. ↑  Crowe 2004，第203–204頁.
40. ↑  Roberts 1996，第40–41頁.
41. ↑  Schindler & Rosenberg 1997，第49頁.
42. ↑  Crowe 2004，第138頁.
43. 1 2 3 4 5  Steinhouse 1994.
44. ↑  Silver 1992，第149頁.
45. ↑  Longerich 2010，第161頁.
46. ↑  Roberts 1996，第41頁.
47. ↑  Roberts 1996，第49頁.
48. ↑  Crowe 2004，第175頁.
49. ↑  Roberts 1996，第56頁.
50. ↑  Longerich 2010，第376頁.
51. ↑  Roberts 1996，第60–61頁.
52. 1 2  Roberts 1996，第62頁.
53. ↑  Crowe 2004，第112; map, plate 3頁.
54. ↑  Crowe 2004，第195頁.
55. ↑  Schindler & Rosenberg 1997，第59頁.
56. ↑  Thompson 2002，第20頁.
57. ↑  Roberts 1996，第63–65頁.
58. ↑  Crowe 2004，第139頁.
59. ↑  Roberts 1996，第53–54頁.
60. ↑  Roberts 1996，第75頁.
61. ↑  Crowe 2004，第331頁.
62. ↑  Roberts 1996，第95頁.
63. ↑  Crowe 2004，第151頁.
64. ↑  Thompson 2002，第19頁.
65. ↑  Mietek Pemper obituary.
66. ↑  Thompson 2002，第21–23頁.
67. ↑  Roberts 1996，第72–73頁.
68. ↑  Crowe 2004，第316頁.
69. ↑  Crowe 2004，第383–387頁.
70. ↑  Crowe 2004，第391, 401頁.
71. ↑  Crowe 2004，第326頁.
72. ↑  Thompson 2002，第23頁.
73. ↑  Schindler & Rosenberg 1997，第85–89頁.
74. ↑  Roberts 1996，第78–79頁.
75. ↑  Crowe 2004，第333頁.
76. 1 2  Thompson 2002，第24頁.
77. ↑  Schindler & Rosenberg 1997，第89–91頁.
78. ↑  Roberts 1996，第78頁.
79. ↑  Roberts 1996，第83頁.
80. ↑  Keneally 1995，第429頁.
81. ↑  Crowe 2004，第453–454頁.
82. ↑  Crowe 2004，第467頁.
83. ↑  Crowe 2004，第469–473頁.
84. ↑  Crowe 2004，第455頁.
85. ↑  Crowe 2004，第482, 487頁.
86. ↑  Crowe 2004，第409頁.
87. ↑  Roberts 1996，第86, 88頁.
88. 1 2 3  Thompson 2002，第25頁.
89. ↑  Crowe 2004，第510頁.
90. ↑  Crowe 2004，第510–511頁.
91. ↑  Roberts 1996，第93頁.
92. ↑  Crowe 2004，第566頁.
93. ↑  Roberts 1996，第91頁.
94. ↑  Crowe 2004，第194, 511頁.
95. ↑  Roberts 1996，第88頁.
96. ↑  Crowe 2004，第542–543頁.
97. ↑  Keneally 2007.
98. ↑  McBride 2010，第426頁.
99. ↑  Crowe 2004，第603頁.
100. ↑  Crowe 2004，第213頁.
101. ↑  Bellafante 1994.
102. ↑  Goodman 1998.
103. ↑  Crowe 2004，第586, 609–613頁.
104. ↑  BBC News 2009.
105. ↑  Smith 2013.

### 新闻报道
- Staff. . BBC Online (BBC News). Agence France-Presse. 2009-04-06  [2013-07-17]. （原始内容存档于2019-09-02）.

### 期刊文章
- Bellafante, Ginia. . The New York Times. 1994  [2010-05-20]. （原始内容存档于2012-06-10）.
- Brzoskwinia, Waldemar. . Gazeta Wyborcza (Kraków: Agora SA). 2008-06-19  [2013-06-28]. （原始内容存档于2010-04-18） （波兰语）.
- Goodman, Walter. . The New York Times. 1998  [2010-05-20]. （原始内容存档于2012-06-10）.
- Smith, Emily. . New York Post. 2013-07-19  [2013-07-19]. （原始内容存档于2013-07-20）.
- Staff. . The Daily Telegraph (Telegraph Media Group). 2011-06-15  [2013-07-07]. （原始内容存档于2012-10-27）.
- Steinhouse, Herbert. . Saturday Night (Andela Publishing). April 1994  [2013-06-28]. （原始内容存档于2019-03-06）.

### 书籍
- Crowe, David M. . Cambridge, MA: Westview Press. 2004. ISBN 978-0-465-00253-5.
- Evans, Richard J. . New York: Penguin. 2005. ISBN 978-0-14-303790-3.
- Keneally, Thomas. . New York: Nan A. Talese. 2007.
- Longerich, Peter. . Oxford; New York: Oxford University Press. 2010. ISBN 978-0-19-280436-5.
- McBride, Joseph. . Jackson: University Press of Mississippi. 2010 [1997]. ISBN 978-1-60473-836-0.
- Roberts, Jack L. . The Importance Of biograpy series. San Diego: Lucent. 1996. ISBN 1-56006-079-4.
- Schindler, Emilie; Rosenberg, Erika. . New York; London: Norton. 1997 [1996]. ISBN 0-393-04123-9.
- Silver, Eric. . New York: Grove Press. 1992. ISBN 978-0-297-81245-6.
- Thompson, Bruce (编). . People Who Made History. San Diego: Greenhaven Press. 2002. ISBN 0-7377-0894-8.
- Keneally, Thomas. Schindler's Ark. New York: Simon and Schuster, 1982. ISBN 978-0-340-33501-7. 再版為 Schindler's List 1993, ISBN 978-0-671-88031-6.
- Keneally, Thomas; 魏明（翻译）. . 延边人民出版社. 1995. ISBN 9787805992426.

## 外部連結
- 美国大屠杀纪念博物馆网站：奥斯卡·辛德勒
- 奥斯卡和埃米莉·辛德勒：国际义人 （页面存档备份，存于）
- 奥斯卡·辛德勒的工厂 （页面存档备份，存于）
- 加州大学伯克利分校网站上斯皮尔伯格为电影《辛德勒的名单》参考的书目 （页面存档备份，存于）
- 《反犹太主义的声音：播客系列》
- 奥斯卡·辛德勒位于克拉科夫工厂的图片集
- 奧斯卡·辛德勒的名單（页面存档备份，存于）
- 辛德勒的名單